# 浜玉インターチェンジ
浜玉インターチェンジ（はまたまインターチェンジ）は、佐賀県唐津市浜玉町（旧・東松浦郡浜玉町）にある西九州自動車道（唐津道路）のインターチェンジである。

## 案内板
浜玉

## 道路
- E35 西九州自動車道（唐津道路）

## 接続する道路

### 直接接続
- 国道323号

### 間接接続
- 二丈浜玉道路（国道202号）

## 歴史
- 2005年（平成17年）12月18日 : 浜玉IC - 唐津IC間開通に伴い供用開始
- 2009年（平成21年）12月12日 : 二丈鹿家IC - 浜玉IC間開通

## 周辺
- 唐津市立浜玉中学校
- 虹の松原

## 隣
E35 西九州自動車道（唐津道路）
二丈鹿家IC - 浜玉IC - 唐津IC